# Couvent des Carmélites d'Auch
Pour les articles homonymes, voir couvent des Carmélites.
Le couvent des Carmélites d'Auch est un édifice situé dans la ville d'Auch, dans l'Occitanie dans le Gers. Le couvent fermé en 1950, il loge désormais la bibliothèque d'Auch et le centre d'art contemporain Memento.

## Histoire
L'ancienne chapelle est inscrite au titre des monuments historiques par arrêté du 22 mars 1973.
Mme de Coudray fonda le premier couvent. Il fut confisqué et devenu un bien national à la Révolution, la ville l'achètera en 1841 pour y installer une école de dessin et d’architecture, un musée et une bibliothèque.
Le second Carmel est créé au XIXe siècle dans les locaux qui aboutiront à l'entreposage des archives départementales. Il subit de nombreuses modifications afin de le transformer en bibliothèque.

## Description
Le monument fut édifié par l'architecte Jean Caillon, il est de style gothique tardif, la chapelle expose quatre travées voûtées d'ogives s’appuyant à des culs-de-lampe classiques. Elle comprend une façade percée par une porte à arc en plein cintre, ornée de deux pilastres ioniques. La fenêtre éclaire le hall de la bibliothèque qui se situe à mi-hauteur sur un plancher qui coupe l'église, autrefois donnant sur la tribune.